# Luan de Lacerda
Luan de Lacerda Gonçalves, mais conhecido como Luan Lacerda (João Pessoa, 6 de janeiro de 1993) é um futebolista paralímpico brasileiro. 
Atualmente atua na seleção brasileira de futebol de 5, exclusiva a deficientes visuais, na qual representou seu país nos Jogos Olímpicos de Verão de 2016, no Rio de Janeiro.

## Títulos
- Copa América IBSA - (2013/2019)
- Mundial da IBSA - (2014/2018)
- Jogos Parapan-Americanos - (2015/2019/2023) - Medalha de ouro
- Paralimpiadas - (2016) - Medalha de ouro
- Campeonato Brasileiro - (2015/2017/2018/2019)
- Regional Sul/Sudeste - (2014/2015/2017/2018/2019)
- Super Copa (2018/2019)